# Wereldbeker voetbal 1990
De Wereldbeker van 1990 werd gespeeld tussen de Italiaanse voetbalclub AC Milan en de Paraguayaanse club Olimpia.
Olimpia mocht meedoen omdat ze in het seizoen 1989/90 de Copa Libertadores hadden gewonnen door in de finale Barcelona Sporting Club te verslaan. AC Milan mocht meedoen omdat ze in de finale van de Europacup I Benfica hadden verslagen. Frank Rijkaard werd uitgeroepen tot Man of the Match.

## Wedstrijddetails
|                 |                               |         |         |                                                                                              |
| 9 december 1990 | AC Milan                      | 3 – 0   | Olimpia | Olympisch Stadion, Tokio Toeschouwers: 60.228 Scheidsrechter: José Roberto Wright (Brazilië) |
| 9 december 1990 | Rijkaard 44', 65' Stroppa 61' | Verslag |         | Olympisch Stadion, Tokio Toeschouwers: 60.228 Scheidsrechter: José Roberto Wright (Brazilië) |

| AC Milan | Olimpia |

| AC Milan:      |    |                       |     |
|                |    |                       |     |
| GK             | 1  | Andrea Pazzagli       |     |
| RB             | 2  | Mauro Tassotti        |     |
| CB             | 6  | Franco Baresi         |     |
| CB             | 5  | Alessandro Costacurta |     |
| LB             | 3  | Paolo Maldini         | 25' |
| RM             | 7  | Roberto Donadoni      | 82' |
| CM             | 8  | Frank Rijkaard        |     |
| CM             | 11 | Giovanni Stroppa      |     |
| LM             | 4  | Angelo Carbone        |     |
| CF             | 10 | Ruud Gullit           |     |
| CF             | 9  | Marco van Basten      |     |
| Wisselspelers: |    |                       |     |
| DF             | 13 | Filippo Galli         | 25' |
| MF             | 14 | Gianluca Gaudenzi     | 82' |
| Coach:         |    |                       |     |
| Arrigo Sacchi  |    |                       |     |

| Olimpia:             |    |                     |            |
|                      |    |                     |            |
| GK                   | 1  | Ever Hugo Almeida   |            |
| DF                   | 2  | Virginio Cáceres    |            |
| DF                   | 3  | Mario César Ramírez | 49'        |
| DF                   | 4  | Silvio Suárez       |            |
| DF                   | 5  | Remigio Fernández   | Kreeg geel |
| MF                   | 6  | Jorge Guasch        |            |
| MF                   | 7  | Adolfo Jara Heyn    | 67'        |
| MF                   | 8  | Fermín Balbuena     |            |
| MF                   | 10 | Luis Alberto Monzón |            |
| FW                   | 9  | Raúl Amarilla       | 46'        |
| FW                   | 11 | Adriano Samaniego   |            |
| Wisselspelers:       |    |                     |            |
| DF                   | 14 | Herib Chamas        | 49'        |
| FW                   | 16 | Cristóbal Cubilla   | 67'        |
| Coach:               |    |                     |            |
| Luis Alberto Cubilla |    |                     |            |

1960 · 1961 · 1962 · 1963 · 1964 · 1965 · 1966 · 1967 · 1968 · 1969 · 1970 · 1971 · 1972 · 1973 · 1974 · 1975 · 1976 · 1977 · 1978 · 1979 · 1980 · 1981 · 1982 · 1983 · 1984 · 1985 · 1986 · 1987 · 1988 · 1989 · 1990 · 1991 · 1992 · 1993 · 1994 · 1995 · 1996 · 1997 · 1998 · 1999 · 2000 · 2001 · 2002 · 2003 · 2004